# Coffee Wars
Coffee Wars és una pel·lícula britànica de comèdia de 2023 dirigida per Randall Miller. És protagonitzada per Kate Nash, Saoirse-Monica Jackson, Toby Sebastian i Freddie Fox. S'ha doblat i subtitulat al català.

## Sinopsi
La Jo és una noia que decideix sortir de casa per perseguir el seu somni: crear la seva pròpia cafeteria. No obstant això, no tot surt com l'esperat, i s'enfronta a problemes financers per evitar que el seu local se'n vagi en orris, a causa del seu nul ús de llet d'origen animal.
Ofegada als seus deutes, la Jo troba una solució als seus problemes, el Campionat Mundial de Baristes, on es retroba amb la seva nèmesi, en Rudy, un aclamat barista britànic.

## Repartiment
- Kate Nash: Jo[4]
- Saoirse-Monica Jackson: Roopa
- Toby Sebastian: Rudy
- Owain Arthur: Andy
- Jordan Stephens: Ray
- Freddie Fox: Hans
- Maya Savin Miller: Maja
- Jenny Rainsford: Stoney